# Robert Speck
Robert Speck (n. 28 aprilie 1909, Sibiu – d. 13 iulie 1979, Hanovra, Germania de Vest) a fost un handbalist de etnie germană care a jucat pentru echipa națională a României. Speck a fost component al selecționatei în 11 jucători a României care s-a clasat pe locul al cincilea la Olimpiada din 1936, găzduită de Germania. El a jucat în toate cele trei meciuri disputate de România.
La nivel de club, Speck a fost component de bază al echipei Hermannstädter Turnverein(de) (Societatea de Gimnastică Sibiu) din Sibiu.